# Limonite

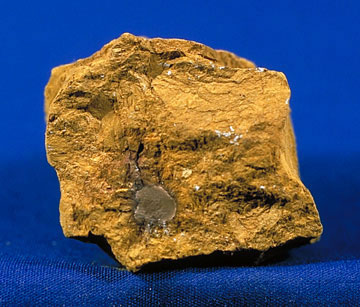
Limonite

Limonite ou limonita é um minério de ferro consistindo de uma mistura de hidróxido de ferro hidratado em composição variada. A fórmula genérica é freqüentemente escrita como FeO(OH)·nH2O, embora isso não seja totalmente preciso, pois a proporção de óxido para hidróxido pode variar bastante. A limonita é um dos dois principais minérios de ferro, sendo a outra hematita, e tem sido [minerada] para a produção de ferro desde, pelo menos, 2500 aC.
Ocorre sob as mais variadas formas sendo comum encontrá-la na forma de material de revestimento ou em massas terrosas; os solos amarelados devem a sua cor à limonite. É um minério pouco utilizado de ferro. É o mineral típico das laterites.
Sua fórmula geral é FeO(OH)·nH2O.
Geralmente contém de 50 a 66% de Ferro.